# 713
713 (DCCXIII) var ett normalår som började en söndag i den julianska kalendern.

## Händelser

### Asien
- Det islamiska samfundet i Multan grundas.

### Bysantinska riket
- Den bysantinske kejsaren Filippikos blir avsatt och Anastasios II görs till kejsare.

### Europa
- Sevilla och Mérida faller för Musa bin Nusairs arabiska arméer.

## Födda
- Theoderik IV, kung av Frankerriket 721–737
- Zhang Xuan, kinesisk målare

## Avlidna
- Ali Zayn al-Abidin, barnbarnsbarn till profeten Muhammed och den fjärde shiaimamen.
- Li Qiao, kinesisk poet.
- Huineng, kinesisk zenbuddhistisk patriark av Tangdynastin.
- Yi Jing, kinesisk buddhistisk munk och internationellt resande.
- Prinsessan Taiping, kinesisk politisk aktör.